# بيرسي أبوت
بيرسي أبوت (بالإنجليزية: Percy Abbott)‏ هو جندي وكاتب عدل ‏ وسياسي أسترالي، ولد في 14 مايو 1869 في هوبارت في أستراليا، وتوفي في 9 سبتمبر 1940 في تامورث في أستراليا بسبب التهاب القصبات. حزبياً، نشط في Liberal Party (Australia, 1909) ‏. وقد انتخب عضو مجلس الشيوخ الأسترالي ‏ عن دائرة نيوساوث ويلز ‏ (14 نوفمبر 1925 – 30 يونيو 1929) وانتخب عضو مجلس النواب الأسترالي عن دائرة نيو إنجلند ‏ (31 مايو 1913 – 3 نوفمبر 1919).